# FNAB-43
El FNAB-43 fue un subfusil italiano, fabricado desde 1943 hasta 1944. El primer prototipo fue construido en 1942 y los 7.000 subfusiles de serie fabricados por la FNA-B (Fabbrica Nazionale d'Armi di Brescia, Fábrica Nacional de Armas de Brescia) fueron suministrados a las unidades de la República Social Italiana y alemanas que combatían en el norte de Italia. El FNAB-43 era un arma costosa de fabricar, ya que muchas de sus piezas eran hechas mediante mecanizado y necesitaba ingeniería de precisión en su fabricación.  

## Descripción
El FNAB-43 emplea un sistema de retroceso retardado por palanca y dispara a cerrojo cerrado. El cerrojo está formado por dos piezas, con una palanca pivotante que se interpone entre su cabezal y su cuerpo. Al disparar, el cabezal del cerrojo retrocede y empieza a girar la palanca, cuya base se apoya contra un tetón del cuerpo del cerrojo. Esta palanca es pivotada para retardar el movimiento de apertura a fin de permitir que la bala salga del cañón. La presión en la recámara baja antes que la palanca complete su rotación. Entonces el movimiento de la palanca presiona su lado libre contra el cuerpo del cerrojo y acelera su movimiento hacia atás. Entonces la base de la palanca se retira del tetón y todo el cerrojo continúa retrocediendo como una sola pieza. Al retornar, la palanca nuevamente se apoya en el tetón del cerrojo y pivota hacia adelante, retirando así un enlace que permite moverse al percutor solamente cuando el cerrojo está cerrado. Este complicado e inusual y sistema permite mantener una cadencia de 400 disparos/minuto sin tener que usar un cerrojo pesado o un muelle fuerte.
El FNAB-43 también tiene un freno de boca integrado en la camisa del cañón, similar al de los subfusiles soviéticos PPSh-41 y PPS-43, mientras que el brocal del cargador tiene una bisagra y puede llevar el cargador bajo el cañón como el MAT-49. La culata, hecha de una sola barra de acero, se pliega hacia arriba para que el arma sea más compacta. Así, su longitud total, de 79 cm, podía ser reducida a 52 cm con las obvias ventajas en cuanto a manejabilidad y transporte. Empleaba cargadores de 10, 20, 30 o 40 balas, similares a los utilizados por el Beretta Modelo 38
Realizada mayormente con componentes trabajados con máquinas herramientas, partiendo de bloques de metal, el FNAB-43 presentaba un alto grado de refinamiento en su terminación, aunque con un costo de producción notablemente elevado.